# Raie de Swan

Raies de Swan.

En spectroscopie, une raie de Swan est l'une des raies spectrales du domaine visible, caractéristiques du spectre électromagnétique des comètes et des étoiles carbonées ainsi que de la combustion des hydrocarbures, signalant la présence de carbone diatomique C2.
Ces raies ont été nommées d'après le physicien écossais William Swan, qui étudia le spectre du C2 en 1856.